# La Cabane de l'oncle Tom
Pour plus de détails, voir Fiche technique et Distribution.
La Cabane de l'oncle Tom (Uncle Tom's Cabaña) est un cartoon réalisé par Tex Avery en 1947.

## Synopsis
Oncle Tom raconte aux enfants l'histoire de sa cabane et du méchant Simon Legree.

## Fiche technique
- Réalisateur : Tex Avery
- Animateurs : Irven Spence (non crédité), Preston Blair (non crédité), Ed Love (non crédité) et Claude Smith (artiste agencement non crédité)
- Musique : Scott Bradley (musique originale) (non crédité), Imogene Lynn (département musique) (non crédité)
- Producteur : Fred Quimby pour la Metro-Goldwyn-Mayer cartoon studio (non crédité), Loew's Incorporated
- Distribution : Métro-Goldwyn-Mayer, Loew's Incorporated (seulement aux USA et au cinéma)
- Genre : Comédie, Film d'animation
- Pays :  États-Unis
- Langue : anglais
- Format : Couleur (Technicolor) - 1,37:1 – Monophonique - 35 mm
- Durée :
- Date de sortie :

## Controverse
Ce film, ainsi que Le Pygmée demi-portion, font partie des œuvres réalisées par Tex Avery qui ont connu des problèmes de censure en raison de leurs prétendus stéréotypes ethniques Africains-Américains. Ils ont notamment été supprimés de l'édition en DVD de l'intégrale de la période MGM du réalisateur qui a été sortie par Warner Home Video en 2003.